# William R. Ellis
William Russell Ellis, född 23 april 1850 i Montgomery County i Indiana, död 18 januari 1915 i Portland i Oregon, var en amerikansk jurist och politiker (republikan). Han var ledamot av USA:s representanthus 1893–1899 och 1907–1911.
Ellis tillträdde 1893 som kongressledamot och efterträddes 1899 av Malcolm A. Moody. Han tillträdde 1907 på nytt som kongressledamot och efterträddes 1911 av Walter Lafferty. Däremellan, från 1900 till 1906, arbetade han som domare i Oregon.